# عصابة الدالتون (مسلسل)
عصابة الدالتون (بالفرنسية: Les Dalton
)‏ هو مسلسل رسوم متحركة أمريكي/كندي أعده آساف فيبكي. وعرضت الحلقة الأولى على فرنسا 3 في 2010، في الساعة 3:30 مساء بالتوقيت الشرقي. وبثت الحلقة الأخيرة في 2015. تم إنتاج سلسلة من استوديو نيرد كورب إنترتينمنت.

## وصلات خارجية
- عصابة الدالتون على موقع IMDb (الإنجليزية)
- عصابة الدالتون على موقع ألو سيني (الفرنسية)
- عصابة الدالتون على موقع قاعدة بيانات الفيلم (الإنجليزية)